# Vittorio Brambilla
Vittorio Brambilla (becenevén a monzai gorilla), (Monza, Olaszország, 1937. november 11. – 2001. május 26.) olasz autóversenyző, volt Formula–1-es pilóta.

## Pályafutása
Kezdetben motorkerékpárral, majd gokarttal versenyzett. 1968-ban csatlakozott bátyjához Tinóhoz, aki a Formula–3-ban szerepelt. 1970-ben a fivérek már a Formula–2-ben szerepeltek. A Formula–1-ben csak akkor kezdtek el javulni eredményei, amikor 1973-ban a Beta Tools vette át a csapat finanszírozását. 1974-ben egy March kocsival versenyezve megszerezte élete első világbajnoki pontját. 1975-ben sikerült megnyernie első futamát, a hatalmas felhőszakadásban rendezett osztrák nagydíjat. Néhány másodperccel a célba érés után a levegőbe csapott, és karambolozott. 1977-ben átigazolt a Surtees-hez, de gyengén szerepelt, csak a belga nagydíjon sikerült szereznie egy negyedik helyet. Azután következett a katasztrofális 1978-as olasz nagydíj, ahol Ronnie Peterson halálos baleseténél Vittorio is súlyos fejsérülést szenvedett. Csak egy évvel később ült ismét a volán mögé, amikor egy Alfa Romeót vezetett Monzában. Régi gyorsaságát azonban már elvesztette, így néhány futam után visszavonult.

## Teljes Formula–1-es eredménysorozata
(Táblázat értelmezése)

(Félkövér: pole-pozícióból indult; dőlt: leggyorsabb kört futott) 

| Év   | Csapat                        | 1      | 2      | 3      | 4      | 5      | 6      | 7      | 8      | 9      | 10     | 11     | 12     | 13      | 14     | 15     | 16     | 17    | Helyezés | Pont |
| ---- | ----------------------------- | ------ | ------ | ------ | ------ | ------ | ------ | ------ | ------ | ------ | ------ | ------ | ------ | ------- | ------ | ------ | ------ | ----- | -------- | ---- |
| 1974 | Beta Tools / March Motorering | ARG    | BRA    | RSA 10 | ESP NI | BEL 9  | MON Ki | SWE 10 | NED 10 | FRA 11 | GBR Ki | GER 13 | AUT 6  | ITA Ki  | CAN NK | USA Ki |        |       | 18.      | 1    |
| 1975 | Beta Team March               | ARG 9  | BRA Ki | RSA Ki | ESP 5* | MON Ki | BEL Ki | SWE Ki | NED Ki | FRA Ki | GBR 6  | GER Ki | AUT 1* | ITA Ki  | USA 7  |        |        |       | 11.      | 6.5  |
| 1976 | Beta Team March               | BRA Ki | RSA 8  | USW Ki | ESP Ki | BEL Ki | MON Ki | SWE 10 | FRA Ki | GBR Ki | GER Ki | AUT Ki | NED 6  | ITA 7   | CAN 14 | USA Ki | JPN Ki |       | 19.      | 1    |
| 1977 | Beta Team Surtees             | ARG 7  | BRA Ki | RSA 7  | USW Ki | ESP Ki | MON 8  | BEL 4  | SWE Ki | FRA 13 | GBR 8  | GER 5  | AUT 15 | NED 12  | ITA Ki | USA 19 | CAN 6  | JPN 8 | 16.      | 6    |
| 1978 | Beta Team Surtees             | ARG 18 | BRA NK | RSA 12 | USW Ki | MON NK | BEL 13 | ESP 7  | SWE Ki | FRA 17 | GBR 9  | GER Ki | AUT 6  | NED Kiz | ITA Ki | USA    | CAN    |       | 19.      | 1    |
| 1979 | Autodelta                     | ARG    | BRA    | RSA    | USW    | ESP    | BEL    | MON    | FRA    | GBR    | GER    | AUT    | NED    | ITA 12  | CAN Ki | USA NK |        |       | -        | 0    |
| 1980 | Marlboro Team Alfa Romeo      | ARG    | BRA    | RSA    | USW    | BEL    | MON    | FRA    | GBR    | GER    | AUT    | NED Ki | ITA Ki | CAN     | USA    |        |        |       | -        | 0    |

## Fordítás
- Ez a szócikk részben vagy egészben  a   Vittorio Brambilla című angol Wikipédia-szócikk fordításán alapul.  Az eredeti cikk szerkesztőit annak laptörténete sorolja fel. Ez a jelzés csupán a megfogalmazás eredetét és a szerzői jogokat jelzi, nem szolgál a cikkben szereplő információk forrásmegjelöléseként.

## Külső hivatkozások
- Profilja a grandprix.com honlapon (angolul)
- Profilja a statsf1.com honlapon (angolul)